# Saana

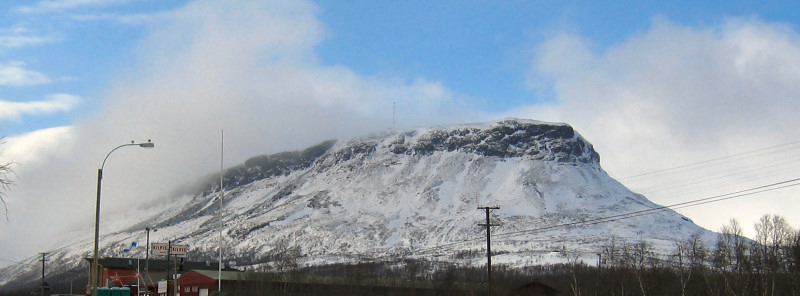
Fjället Saana sett från Kilpisjärvi by, våren 2006.

Saana (nordsamiska Sána) är ett fjäll intill byn Kilpisjärvi i den nordvästra delen av Enontekis kommun i Lapplands län. Den högsta toppen ligger 1 029 m ö.h. och 556 m ovanför den närbelägna sjön Kilpisjärvi. Fjället är ett populärt vandringsmål.
På Saanas västliga sida fanns förut en trätrappa som ledde nästan hela vägen till toppen. Denna trappa byggdes längs den brantaste delen för att skydda naturen.

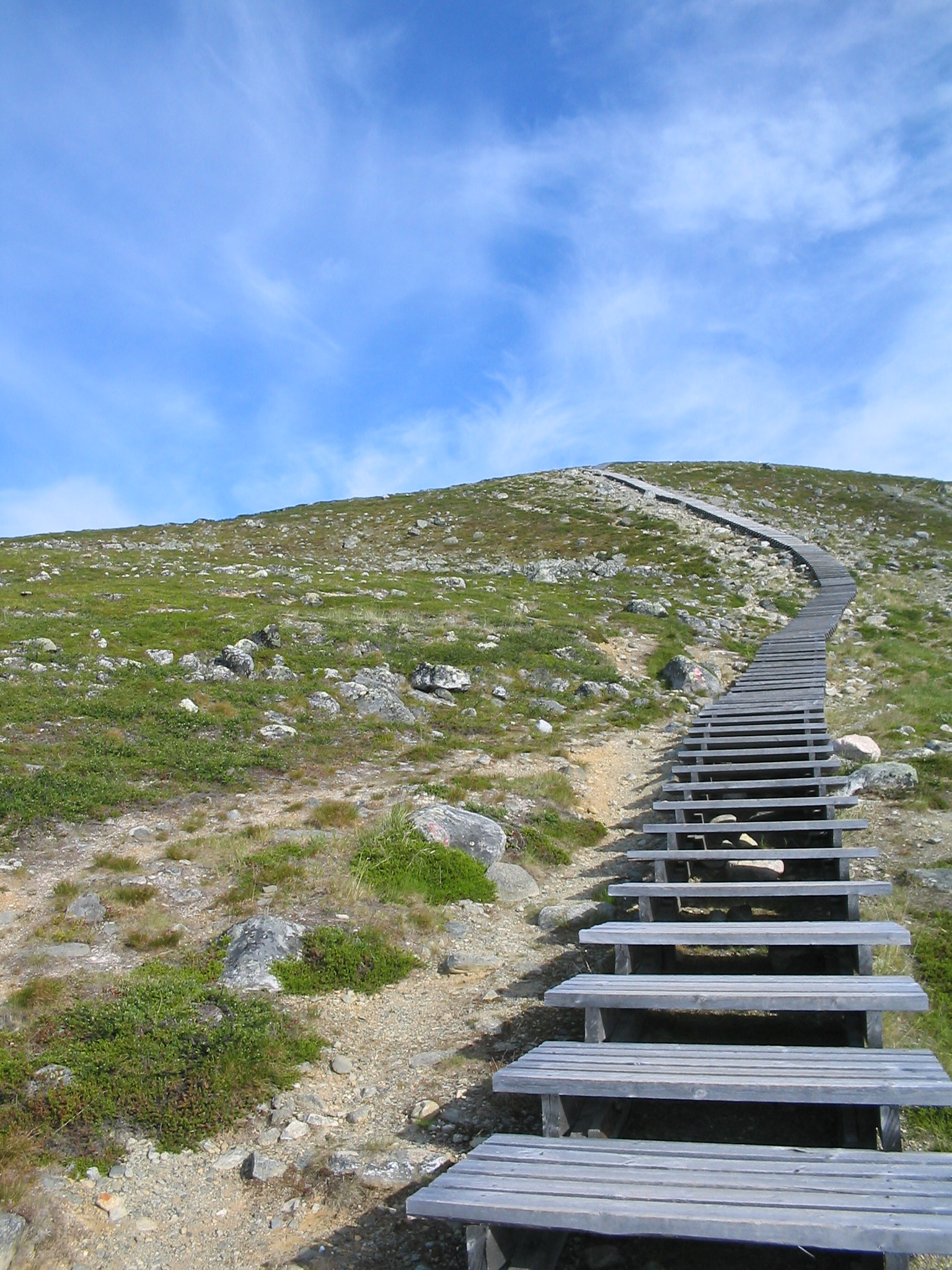
Trätrappan.

Trappan har tagits bort, men en ny trappa av sten är byggd 2019.[källa behövs]